# Нетаньяху, Шошана
Шошана Нетаньяху (ивр. שושנה נתניהו‎, урожд. Шенбург; 6 апреля 1923, Вольный город Данциг — 7 октября 2022) — израильский юрист, судья Верховного суда Израиля в 1982—1993 годах, заместитель председателя Израильского совета по высшему образованию.

## Биография
Шошана Шенбург родилась в 1923 году в Вольном городе Данциге в семье Бернарда-Дова Шенбурга и Ривки Граевской. Второй ребёнок в семье после старшей сестры Мирьям. В 1924 году Шенбурги иммигрировали в подмандатную Палестину и поселились в Хайфе, став одними из первых жителей нового района Бат-Галим.
В 1941 году Шошана окончила школу «Реали» и до 1946 года продолжала учёбу в юридическом колледже, учреждённом мандатными властями. По окончании учёбы работала в адвокатской фирме «С. Горовиц и партнёры». В середине 1948 года пошла добровольцем в Армию обороны Израиля и в течение 10 месяцев служила помощником обвинителя в ВВС Израиля. После увольнения вернулась в фирму «С. Горовиц и партнёры», где продолжала работать до 1951 года. В 1949 году вышла замуж за Элишу Нетаньяху, профессора математики в хайфском Технионе. В этом браке родились двое детей: Натан (род. 1951, будущий профессор компьютерных технологий в Технионе) и Дан (род. 1954). После ухода из фирмы Горовица до 1953 года работала в адвокатской фирме «Фридман, Комисар и партнёры».
В 1953 году уехала в Стэнфорд вместе с мужем, проводившим в США двухлетний творческий отпуск. По возвращении в Израиль вернулась к работе не сразу, восстанавливаясь после операции спины. Возобновила юридическую карьеру в конце 1950-х годов, с 1960 по 1969 год снова работала в фирме «Комисар и партнёры», в основном специализируясь по морскому праву.
В 1969 году назначена мировым судьёй, а в 1974 году — окружным судьёй в Хайфе. В 1981 году назначена судьёй Верховного суда Израиля, где начала работу в следующем году и оставалась в его составе до выхода на пенсию в 1993 году. В качестве судьи различных инстанций внесла значительный вклад в развитие административного права в Израиле, строго придерживаясь принципов равенства, свободы слова и свободы выбора в анализе законодательных и подзаконных актов органов власти. Среди вопросов, в решение которых внесла вклад Нетаньяху, были предотвращение действий государственных служащих в конфликте интересов, выработка стандартов государственных тендеров, судебный надзор за действиями местных властей, равноправные контракты между страхователем и страхуемым, баланс между общественным интересом и правом частной собственности при планировании городского строительства.
С 1988 по 1990 год возглавляла национальную комиссию по изучению эффективности системы здравоохранения Израиля («комиссия Нетаньяху»). Комиссия представила ряд рекомендаций по реформированию этой системы, некоторые из которых легли в основу принятого в 1994 году Национального закона о медицинском страховании.
После выхода на пенсию в 1993—1998 годах преподавала на юридическом факультете Хайфского университета и с 1993 по 2002 год — на юридическом факультете Еврейского университета в Иерусалиме. Входила в состав совета попечителей Техниона (с 2006 года) и совета директоров Музыкальной академии им. Рубина в Иерусалиме. С 1993 по 2003 год занимала пост заместителя председателя Израильского совета по высшему образованию, возглавляла также ещё одну общественную комиссию по изучению положения в высшем образовании в Израиле. Комиссия представила выводы о допустимости основания учреждений высшего образования с целью извлечения прибыли, но одновременно выработала систему мер, призванных не допустить снижения стандартов образования в таких учреждениях. В 1994—1997 годах Нетаньяху возглавляла комиссию по вопросу финансирования кампаний политических партий. Комиссия рекомендовала значительное снижение сумм, выделяемых государством на партийные кампании, но эта рекомендация не была реализована правительством. В 1997 году возглавила общественную комиссию по пересмотру законов о пенсионном возрасте; рекомендации этой комиссии об уравнении обязательного пенсионного возраста для мужчин и женщин на уровне 67 лет были реализованы в 2003 году.
Скончалась в октябре 2022 года в возрасте 99 лет. Похоронена на Старом кладбище Хайфы.

## Признание заслуг
Заслуги Шошаны Нетаньяху отмечены званием почётного доктора Хайфского университета (1997) и почётным учёным званием от Открытого университета Израиля (2003). В 1993 году она стала лауреатом премии Женской лиги за консервативный иудаизм, а в 2001 году удостоилась звания «Рыцарь качества власти» от израильского Движения за качество власти. В 2002 году стала почётной гражданкой Иерусалима.